# Axel Schultheiß
Axel Schultheiß, auch Axel Schultheiss, (* 4. Juni 1960) ist ein deutscher Fingerstyle- und Jazzgitarrist.
Schultheiß wurde seit seinem fünfzehnten Lebensjahr durch der Gitarren-Klang, besonders den von Akustikgitarren, fasziniert. Erste Kompositionen entstanden, zunächst noch angelehnt an den Fingerstyle-Stil. 1985 erschien mit Guitaristic Paintings sein Debütalbum. In den Folgejahren kombinierte er die akustische Gitarre mit Effektgeräten wie Delays und Loopern; Ergebnis waren die bei Acoustic Music veröffentlichten Alben Free Mind (2000) und Departure (2002). 2007 folgte die solistisch eingespielte CD The Uplift. Das Album On Wings (2009) platzierte sich in den amerikanischen Top Ten (auf echoes.org). Mit seinem Buch Kreative Wege, die Akustikgitarre neu zu entdecken (2012) verfolgte Schultheiß einen alternativen Ansatz zu gängigen Gitarrenlehrbücher.